# Запис Васића орах (Шалудовац)
Запис Васића орах (Шалудовац) се налази на парцели чији је власник Васић Миодраг.

## Локација
| Општина             | Параћин                                                                     |
| Катастарска општина | Шалудовац                                                                   |
| Потес               | Село                                                                        |
| Координате          | 43° 53′ 23″ С; 21° 33′ 11″ И / 43.889600000000002° С; 21.553100000000001° И |
| Надморска висина    | 328m                                                                        |

## Карактеристике
Дендрометријске вредности утврђене на терену и сателитским снимцима:
| Стабло                     | Орах |
| Висина стабла              | m    |
| Обим дебла                 | m    |
| Пречник крошње             | 6m   |
| Пречник дебла              | m    |
| Висина дебла до прве гране | m    |

## База записа
Запис је у оквиру Викимедија пројекта "Запис - Свето дрво" заведен под редним бројем 0404.